# European Champions League 2000–2001 (damer)
European Champions League 2000–2001 spelades 5 december 2000 - 18 mars 2001. Det var den 41:e upplagan av tävlingen (det första under namnet European Champions League) och 16 lag från CEV:s medlemsförbund deltog. Volley Modena vann tävlingen för första gången genom att besegra Virtus Reggio Calabria i finalen.

## Deltagande lag
| - Panathinaikos Athlitikos Omilos - CS Știința Bacău - CS Rapid București - RC Cannes - VK Uralochka-NTMK - CDU Granada - Eczacıbaşı SK - Vakıfbank GS | - Volley Modena - USC Münster - PTPS Piła - Virtus Reggio Calabria - ŽOK Rijeka - Filathlītikos OGT - Schweriner SC - CV Tenerife |

## Gruppspelsfasen

### Grupper
| Grupp A                                                      | Grupp B                                                  | Grupp C                                                               | Grupp D                                                      |
| ------------------------------------------------------------ | -------------------------------------------------------- | --------------------------------------------------------------------- | ------------------------------------------------------------ |
| CS Rapid București VK Uralochka-NTMK Vakıfbank GS ŽOK Rijeka | CS Știința Bacău Volley Modena Schweriner SC CV Tenerife | Panathinaikos Athlitikos Omilos CDU Granada Eczacıbaşı SK USC Münster | RC Cannes PTPS Piła Virtus Reggio Calabria Filathlītikos OGT |

### Grupp A

#### Resultat
| Datum    | Mellan                                 | Resultat | Set   | Set   | Set   | Set   | Set   | Poäng totalt | Speltid | Åskådare |
| Datum    | Mellan                                 | Resultat | 1     | 2     | 3     | 4     | 5     | Poäng totalt | Speltid | Åskådare |
| -------- | -------------------------------------- | -------- | ----- | ----- | ----- | ----- | ----- | ------------ | ------- | -------- |
| 06-12-00 | CS Rapid București - Vakıfbank GS      | 0 - 3    | 22:25 | 17:25 | 19:25 |       |       | 58 - 75      | 1h:00   | 500      |
| 06-12-00 | VK Uralochka-NTMK - ŽOK Rijeka         | 3 - 0    | 25:17 | 25:15 | 25:17 |       |       | 75 - 49      | 0h:56   | 400      |
| 12-12-00 | ŽOK Rijeka - CS Rapid București        | 3 - 2    | 23:25 | 25:22 | 17:25 | 25:19 | 15:10 | 105 - 101    | 1h:35   | 450      |
| 13-12-00 | Vakıfbank GS - VK Uralochka-NTMK       | 1 - 3    | 25:22 | 22:25 | 21:25 | 18:25 |       | 86 - 97      | 1h:30   | 1.100    |
| 19-12-00 | CS Rapid București - VK Uralochka-NTMK | 0 - 3    | 13:25 | 18:25 | 16:25 |       |       | 47 - 75      | 0h:53   | 300      |
| 20-12-00 | Vakıfbank GS - ŽOK Rijeka              | 3 - 0    | 25:13 | 25:12 | 25:15 |       |       | 75 - 40      | 0h:55   | 500      |
| 10-01-01 | ŽOK Rijeka - Vakıfbank GS              | 0 - 3    | 11:25 | 15:25 | 26:28 |       |       | 52 - 78      | 1h:02   | 400      |
| 10-01-01 | VK Uralochka-NTMK - CS Rapid București | 3 - 0    | 25:9  | 25:15 | 25:19 |       |       | 75 - 43      | 0:50    | 500      |
| 17-01-01 | CS Rapid București - ŽOK Rijeka        | 1 - 3    | 13:25 | 25:22 | 22:25 | 16:25 |       | 76 - 97      | 1h:18   | 400      |
| 17-01-01 | VK Uralochka-NTMK - Vakıfbank GS       | 3 - 1    | 23:25 | 25:16 | 25:19 | 25:17 |       | 98 - 77      | 1h:23   | 800      |
| 23-01-01 | Vakıfbank GS - CS Rapid București      | 3 - 1    | 25:16 | 25:10 | 21:25 | 25:15 |       | 96 - 66      | 1h:20   | 800      |
| 23-01-01 | ŽOK Rijeka - VK Uralochka-NTMK         | 0 - 3    | 17:25 | 16:25 | 14:25 |       |       | 47 - 75      | 0h:55   | 1.450    |

#### Sluttabell
| Pos | Lag                | Poäng | Matcher | Matcher | Matcher   | Set   | Set       | Kvot  | Poäng | Poäng     | Kvot  |
| Pos | Lag                | Poäng | Spelade | Vunna   | Förlorade | Vunna | Förlorade | Kvot  | Vunna | Förlorade | Kvot  |
| --- | ------------------ | ----- | ------- | ------- | --------- | ----- | --------- | ----- | ----- | --------- | ----- |
| 1   | VK Uralochka-NTMK  | 12    | 6       | 6       | 0         | 18    | 2         | 9.000 | 495   | 349       | 1.418 |
| 2   | Vakıfbank GS       | 10    | 6       | 4       | 2         | 14    | 7         | 2.000 | 487   | 411       | 1.185 |
| 3   | ŽOK Rijeka         | 8     | 6       | 2       | 4         | 6     | 15        | 0.400 | 390   | 480       | 0.812 |
| 4   | CS Rapid București | 6     | 6       | 0       | 6         | 4     | 18        | 0.222 | 391   | 523       | 0.748 |

### Grupp B

#### Resultat
| Datum    | Mellan                           | Resultat | Set   | Set   | Set   | Set   | Set | Poäng totalt | Speltid | Åskådare |
| Datum    | Mellan                           | Resultat | 1     | 2     | 3     | 4     | 5   | Poäng totalt | Speltid | Åskådare |
| -------- | -------------------------------- | -------- | ----- | ----- | ----- | ----- | --- | ------------ | ------- | -------- |
| 05-12-00 | CV Tenerife - CS Știința Bacău   | 3 - 0    | 25:23 | 25:20 | 25:19 |       |     | 75 - 62      | 1h:05   | 2.500    |
| 07-12-00 | Schweriner SC - Volley Modena    | 1 - 3    | 19:25 | 25:19 | 23:25 | 19:25 |     | 86 - 94      | 1h:35   | 1.100    |
| 14-12-00 | CS Știința Bacău - Schweriner SC | 3 - 0    | 25:20 | 30:28 | 25:20 |       |     | 80 - 68      | 1h:15   | 1.000    |
| 14-12-00 | Volley Modena - CV Tenerife      | 3 - 0    | 25:14 | 25:22 | 26:24 |       |     | 76 - 60      | 1h:06   | 1.000    |
| 19-12-00 | Volley Modena - CS Știința Bacău | 3 - 0    | 25:14 | 25:21 | 25:7  |       |     | 75 - 42      | 1h:00   | 1.000    |
| 20-12-00 | Schweriner SC - CV Tenerife      | 3 - 1    | 25:21 | 15:25 | 25:19 | 30:28 |     | 95 - 93      | 1h:35   | 400      |
| 10-01-01 | CS Știința Bacău - Volley Modena | 1 - 3    | 20:25 | 25:22 | 20:25 | 19:25 |     | 84 - 97      | 1h:30   | 500      |
| 10-01-01 | CV Tenerife - Schweriner SC      | 3 - 1    | 25:20 | 22:25 | 25:16 | 25:20 |     | 97 - 81      | 1h:32   | 1.000    |
| 17-01-01 | Schweriner SC - CS Știința Bacău | 3 - 1    | 25:21 | 19:25 | 25:22 | 25:15 |     | 94 - 83      | 1h:30   | 930      |
| 17-01-01 | CV Tenerife - Volley Modena      | 1 - 3    | 25:22 | 12:25 | 15:25 | 23:25 |     | 75 - 97      | 1h:28   | 3.000    |
| 23-01-01 | Volley Modena - Schweriner SC    | 3 - 1    | 25:20 | 23:25 | 25:10 | 25:16 |     | 98 - 71      | 1h:30   | 600      |
| 23-01-01 | CS Știința Bacău - CV Tenerife   | 0 - 3    | 22:25 | 19:25 | 15:25 |       |     | 56 - 75      | 1h:00   | 1.200    |

#### Sluttabell
| Pos | Lag              | Poäng | Matcher | Matcher | Matcher   | Set   | Set       | Kvot  | Poäng | Poäng     | Kvot  |
| Pos | Lag              | Poäng | Spelade | Vunna   | Förlorade | Vunna | Förlorade | Kvot  | Vunna | Förlorade | Kvot  |
| --- | ---------------- | ----- | ------- | ------- | --------- | ----- | --------- | ----- | ----- | --------- | ----- |
| 1   | Volley Modena    | 12    | 6       | 6       | 0         | 18    | 4         | 4.500 | 537   | 418       | 1.285 |
| 2   | CV Tenerife      | 9     | 6       | 3       | 3         | 11    | 10        | 1.100 | 475   | 467       | 1.017 |
| 3   | Schweriner SC    | 8     | 6       | 2       | 4         | 9     | 14        | 0.643 | 495   | 545       | 0.908 |
| 4   | CS Știința Bacău | 7     | 6       | 1       | 5         | 5     | 15        | 0.333 | 407   | 484       | 0.841 |

### Grupp C

#### Resultat
| Datum    | Mellan                                          | Resultat | Set   | Set   | Set   | Set   | Set   | Poäng totalt | Speltid | Åskådare |
| Datum    | Mellan                                          | Resultat | 1     | 2     | 3     | 4     | 5     | Poäng totalt | Speltid | Åskådare |
| -------- | ----------------------------------------------- | -------- | ----- | ----- | ----- | ----- | ----- | ------------ | ------- | -------- |
| 06-12-00 | Panathinaikos Athlitikos Omilos - CDU Granada   | 3 - 0    | 25:12 | 25:18 | 25:17 |       |       | 75 - 47      | 1h:05   | 150      |
| 06-12-00 | Eczacıbaşı SK - USC Münster                     | 3 - 1    | 21:25 | 25:15 | 25:20 | 25:17 |       | 96 - 77      | 1h:32   | 1.000    |
| 12-12-00 | USC Münster - Panathinaikos Athlitikos Omilos   | 3 - 0    | 25:17 | 25:16 | 25:17 |       |       | 75 - 50      | 1h:09   | 1.500    |
| 12-12-00 | CDU Granada - Eczacıbaşı SK                     | 0 - 3    | 15:25 | 14:25 | 20:25 |       |       | 49 - 75      | 0h:58   | 350      |
| 19-12-00 | Panathinaikos Athlitikos Omilos- Eczacıbaşı SK  | 0 - 3    | 17:25 | 23:25 | 20:25 |       |       | 60 - 75      | 1h:00   | 150      |
| 19-12-00 | CDU Granada - USC Münster                       | 1 - 3    | 30:28 | 16:25 | 19:25 | 22:25 |       | 87 - 103     | 1h:41   | 250      |
| 09-01-01 | USC Münster - CDU Granada                       | 2 - 3    | 17:25 | 25:20 | 25:21 | 16:25 | 13:15 | 96 - 106     | 1h:53   | 1.450    |
| 10-01-01 | Eczacıbaşı SK - Panathinaikos Athlitikos Omilos | 3 - 1    | 25:13 | 25:12 | 21:25 | 25:20 |       | 96 - 70      | 1h:24   | 1.000    |
| 17-01-01 | Panathinaikos Athlitikos Omilos- USC Münster    | 0 - 3    | 20:25 | 23:25 | 19:25 |       |       | 62 - 75      | 1h:18   | 200      |
| 17-01-01 | Eczacıbaşı SK - CDU Granada                     | 3 - 0    | 25:22 | 25:16 | 25:18 |       |       | 75 - 56      | 1h:03   | 1.150    |
| 23-01-01 | CDU Granada - Panathinaikos Athlitikos Omilos   | 3 - 2    | 19:25 | 25:23 | 25:19 | 12:25 | 15:10 | 96 - 102     | 1h:42   | 1.500    |
| 23-01-01 | USC Münster - Eczacıbaşı SK                     | 1 - 3    | 25:22 | 22:25 | 16:25 | 21:25 |       | 84 - 97      | 1h:30   | 1.300    |

#### Sluttabell
| Pos | Lag                             | Poäng | Matcher | Matcher | Matcher   | Set   | Set       | Kvot  | Poäng | Poäng     | Kvot  |
| Pos | Lag                             | Poäng | Spelade | Vunna   | Förlorade | Vunna | Förlorade | Kvot  | Vunna | Förlorade | Kvot  |
| --- | ------------------------------- | ----- | ------- | ------- | --------- | ----- | --------- | ----- | ----- | --------- | ----- |
| 1   | Eczacıbaşı SK                   | 12    | 6       | 6       | 0         | 18    | 3         | 6.000 | 514   | 396       | 1.298 |
| 2   | USC Münster                     | 9     | 6       | 3       | 3         | 13    | 10        | 1.300 | 510   | 498       | 1.024 |
| 3   | CDU Granada                     | 8     | 6       | 2       | 4         | 7     | 16        | 0.438 | 441   | 526       | 0.838 |
| 4   | Panathinaikos Athlitikos Omilos | 7     | 6       | 1       | 5         | 6     | 15        | 0.400 | 419   | 464       | 0.903 |

### Grupp D

#### Resultat
| Datum    | Mellan                                     | Resultat | Set   | Set   | Set   | Set   | Set   | Poäng totalt | Speltid | Åskådare |
| Datum    | Mellan                                     | Resultat | 1     | 2     | 3     | 4     | 5     | Poäng totalt | Speltid | Åskådare |
| -------- | ------------------------------------------ | -------- | ----- | ----- | ----- | ----- | ----- | ------------ | ------- | -------- |
| 05-12-00 | RC Cannes - PTPS Piła                      | 3 - 0    | 25:20 | 25:21 | 25:17 |       |       | 75 - 58      | 1h:08   | 1.300    |
| 07-12-00 | Virtus Reggio Calabria - Filathlītikos OGT | 3 - 0    | 25:17 | 25:16 | 25:18 |       |       | 75 - 51      | 1h:06   | 650      |
| 13-12-00 | Filathlītikos OGT - RC Cannes              | 0 - 3    | 21:25 | 18:25 | 18:25 |       |       | 57 - 75      | 1h:13   | 200      |
| 14-12-00 | PTPS Piła - Virtus Reggio Calabria         | 2 - 3    | 25:23 | 27:25 | 15:25 | 22:25 | 11:15 | 100 - 113    | 1h:53   | 1.070    |
| 19-12-00 | RC Cannes - Virtus Reggio Calabria         | 0 - 3    | 21:25 | 27:29 | 18:25 |       |       | 66 - 79      | 1h:16   | 1.400    |
| 21-12-00 | PTPS Piła - Filathlītikos OGT              | 3 - 0    | 25:17 | 25:15 | 25:16 |       |       | 75 - 48      | 1h:03   | 900      |
| 10-01-01 | Filathlītikos OGT - PTPS Piła              | 3 - 0    | 25:20 | 25:20 | 25:20 |       |       | 75 - 60      | 1h:06   | 500      |
| 10-01-01 | Virtus Reggio Calabria - RC Cannes         | 3 - 0    | 25:18 | 25:20 | 25:22 |       |       | 75 - 60      | 1h:07   | 400      |
| 16-01-01 | RC Cannes - Filathlītikos OGT              | 3 - 0    | 25:19 | 25:22 | 25:21 |       |       | 75 - 62      | -       | 1.700    |
| 18-01-01 | Virtus Reggio Calabria - PTPS Piła         | 3 - 0    | 25:16 | 25:16 | 25:21 |       |       | 75 - 53      | 1h:05   | 300      |
| 23-01-01 | PTPS Piła - RC Cannes                      | 3 - 1    | 25:11 | 29:27 | 23:25 | 26:24 |       | 103 - 87     | 1h:43   | 1.000    |
| 23-01-01 | Filathlītikos OGT - Virtus Reggio Calabria | 1 - 3    | 25:21 | 16:25 | 18:25 | 19:25 |       | 78 - 96      | 1h:90   | 80       |

#### Sluttabell
| Pos | Lag                    | Poäng | Matcher | Matcher | Matcher   | Set   | Set       | Kvot  | Poäng | Poäng     | Kvot  |
| Pos | Lag                    | Poäng | Spelade | Vunna   | Förlorade | Vunna | Förlorade | Kvot  | Vunna | Förlorade | Kvot  |
| --- | ---------------------- | ----- | ------- | ------- | --------- | ----- | --------- | ----- | ----- | --------- | ----- |
| 1   | Virtus Reggio Calabria | 12    | 6       | 6       | 0         | 18    | 3         | 6.000 | 513   | 408       | 1.257 |
| 2   | RC Cannes              | 9     | 6       | 3       | 3         | 10    | 9         | 1.111 | 438   | 434       | 1.009 |
| 3   | PTPS Piła              | 8     | 6       | 2       | 4         | 8     | 13        | 0.615 | 449   | 473       | 0.949 |
| 4   | Filathlītikos OGT      | 7     | 6       | 1       | 5         | 4     | 15        | 0.267 | 371   | 456       | 0.814 |

## Kvartsfinaler

### Match 1
| Datum    | Mellan                               | Resultat | Set   | Set   | Set   | Set   | Set | Poäng totalt | Speltid | Åskådare |
| Datum    | Mellan                               | Resultat | 1     | 2     | 3     | 4     | 5   | Poäng totalt | Speltid | Åskådare |
| -------- | ------------------------------------ | -------- | ----- | ----- | ----- | ----- | --- | ------------ | ------- | -------- |
| 14-02-01 | RC Cannes - Eczacıbaşı SK            | 3 - 1    | 25:21 | 23:25 | 25:12 | 25:17 |     | 98 - 75      | -       | 1.450    |
| 15-02-01 | USC Münster - Virtus Reggio Calabria | 0 - 3    | 20:25 | 16:25 | 15:25 |       |     | 51 - 75      | 1h:00   | 1.700    |
| 15-02-01 | CV Tenerife - VK Uralochka-NTMK      | 0 - 3    | 14:25 | 22:25 | 22:25 |       |     | 58 - 75      | 1h:03   | 4.500    |
| 15-02-01 | Volley Modena - Vakıfbank GS         | 3 - 0    | 25:16 | 25:17 | 25:18 |       |     | 75 - 51      | 1h:03   | 1.000    |

### Match 2
| Datum    | Mellan                               | Resultat | Set   | Set   | Set   | Set   | Set   | Poäng totalt | Speltid | Åskådare |
| Datum    | Mellan                               | Resultat | 1     | 2     | 3     | 4     | 5     | Poäng totalt | Speltid | Åskådare |
| -------- | ------------------------------------ | -------- | ----- | ----- | ----- | ----- | ----- | ------------ | ------- | -------- |
| 20-02-01 | Vakıfbank GS - Volley Modena         | 2 - 3    | 25:20 | 17:25 | 27:25 | 23:25 | 9:15  | 101 - 110    | 2h:02   | 550      |
| 21-02-01 | Eczacıbaşı SK - RC Cannes            | 0 - 3    | 25:20 | 25:20 | 25:21 |       |       | 75 - 61      | 1h:22   | 1.500    |
| 21-02-01 | Virtus Reggio Calabria - USC Münster | 2 - 3    | 25:21 | 19:25 | 19:25 | 25:22 | 14:16 | 102 - 109    | 2h:02   | 250      |
| 22-02-01 | VK Uralochka-NTMK - CV Tenerife      | 3 - 0    | 25:16 | 25:14 | 26:24 |       |       | 76 - 54      | 1h:01   | 800      |

### Kvalificerade lag
- VK Uralochka-NTMK
- Eczacıbaşı SK
- Volley Modena
- Virtus Reggio Calabria

## Slutspel
Slutspelet spelades i Nižnij Tagil, Ryssland helgen 17/18 mars, med semifinaler den första dagen och final och match om tredjepris den andra dagen.

### Spelschema
|  | Semifinaler            | Semifinaler |               |                        | Final               | Final               |  |
|  |                        |             |               |                        |                     |                     |  |
|  | Virtus Reggio Calabria | 3           |               |                        |                     |                     |  |
|  | Virtus Reggio Calabria | 3           |               |                        |                     |                     |  |
|  | Eczacıbaşı SK          | 0           |               |                        |                     |                     |  |
|  | Eczacıbaşı SK          | 0           |               | Virtus Reggio Calabria | 0                   |                     |  |
|  |                        |             |               | Virtus Reggio Calabria | 0                   |                     |  |
|  |                        |             | Volley Modena | 3                      |                     |                     |  |
|  | VK Uralochka-NTMK      | 2           | Volley Modena | 3                      |                     |                     |  |
|  | VK Uralochka-NTMK      | 2           |               |                        |                     |                     |  |
|  | Volley Modena          | 3           |               |                        | Match om tredjepris | Match om tredjepris |  |
|  | Volley Modena          | 3           |               |                        |                     |                     |  |
|  |                        |             |               |                        |                     |                     |  |
|  |                        |             |               |                        | Eczacıbaşı SK       | 1                   |  |
|  |                        |             |               |                        | Eczacıbaşı SK       | 1                   |  |
|  |                        |             |               |                        | VK Uralochka-NTMK   | 3                   |  |

#### Resultat
| Datum    | Mellan                                 | Resultat | Set   | Set   | Set   | Set   | Set   | Poäng totalt | Speltid | Åskådare |
| Datum    | Mellan                                 | Resultat | 1     | 2     | 3     | 4     | 5     | Poäng totalt | Speltid | Åskådare |
| -------- | -------------------------------------- | -------- | ----- | ----- | ----- | ----- | ----- | ------------ | ------- | -------- |
| 17-03-01 | Virtus Reggio Calabria - Eczacıbaşı SK | 3 - 0    | 25:20 | 25:20 | 25:17 |       |       | 75 - 57      | 1h:05   | 3.500    |
| 17-03-01 | VK Uralochka-NTMK - Volley Modena      | 2 - 3    | 25:19 | 25:27 | 25:20 | 21:25 | 11:15 | 107 - 106    | 1h:53   | 4.500    |
| 18-03-01 | Eczacıbaşı SK - VK Uralochka-NTMK      | 1 - 3    | 18:25 | 25:19 | 28:30 | 20:25 |       | 91 - 99      | 1h:35   | 5.000    |
| 18-03-01 | Virtus Reggio Calabria - Volley Modena | 0 - 3    | 21:25 | 23:25 | 19:25 |       |       | 63 - 75      | 1h:13   | 5.000    |